# Искра, Пётр Иванович
Пётр Иванович Искра (20 июня 1917 — 9 июня 1998) — участник Великой Отечественной войны, командир расчёта 45-мм пушки 281-го гвардейского стрелкового полка 93-й гвардейской стрелковой дивизии, 7-й гвардейской армии, 2-го Белорусского фронта, гвардии старший сержант, кавалер ордена Славы трёх степеней.

## Биография
Родился 20 августа 1917 года в селе Куру-Узень, ныне - Солнечногорское, ныне в составе городского округа Алушта Республики Крым. Русский. Рано остался без матери, отец отдал в услужение к попу. Вскоре сбежал на Кубань, воспитывался в детском доме станицы Славянская (ныне город Славянск-на-Кубани Краснодарского края). В 1935 году окончил 6 классов. Уехал на Дальний Восток. Трудился на рыбзаводе острова Путятин (Шкотовский район Приморского края), затем в подсобном хозяйстве треста плавучих консервных заводов «Кработрест» в бухте Тин-Кан (ныне - бухта Руднева).

### В РККА
В 1938 году был призван в Красную армию. Службу проходи на Дальнем Востоке, на Тихоокеанском флоте. Летом 1942 года был зачислен в формирующуюся из моряков Тихоокеанского флота 92-ю стрелковую бригаду.

### На фронте
На фронте в Великую Отечественную войну с июля 1942 года. Боевой путь начал под Сталинградом. В составе батареи 76-мм орудий в должности телефониста сражался в самом городе, в цехах завода «Красный Октябрь». После разгрома гитлеровцев под Сталинградом, в апреле 1943 года, бригада был обращена на формирование 93-й гвардейской стрелковой дивизии. В её составе артиллерист Искра прошёл до конца войны. Воевал под Белгородом, на Курской дуге ящичным в составе расчёта 76-мм орудия. 14 июля вместе с расчётом истребил до 50 гитлеровцев, награждён медалью «За отвагу». Был ранен, вскоре вернулся в свой полк. В дальнейшем участвовал в боях за освобождение Левобережной Украины, в Кировоградской, Уманско-Ботошанской наступательных операциях, форсировал реки Днестр и Прут. В этих боях уже командовал расчётом 45-мм орудия.

### Подвиг
11 апреля 1944 года у населённого пункта Сенешти (западнее города Яссы, Румыния) во время окружения полка гвардии рядовой Искра со своим расчётом подбил вражеский танк T-VI «Тигр» и истребил много румынских солдат. Будучи раненным, продолжал вести огонь из орудия пока оно не было разбито прямым попаданием. Приказом по частям 93-й гвардейской стрелковой дивизии от 4 мая 1944 года гвардии рядовой Искра Пётр Иванович награждён орденом Славы 3-й степени.
14 сентября 1944 года в боях за село Буру (22 км западнее города Турда, Румыния) гвардии сержант Искра разведал огневые точки противника. Во время наступления прямой наводкой подавил огонь 6 пулемётных точек с расчётами, обеспечив продвижение стрелковых подразделений. Приказом по войскам 27-й армии №224 от 20 декабря 1944 года гвардии сержант Искра Пётр Иванович награждён орденом Славы 2-й степени.
6 ноября 1944 года, в Будапештской наступательной операции, при форсировании реки Тиса со своим расчётом подавил огонь 6 пулемётных точек и уничтожил до 13 венгерских солдат. Награждён орденом Отечественной войны 2-й степени.
25 марта 1945 года при форсировании реки Трон близ населённого пункта Дол-Варад (Словакия) гвардии сержант Искра одним из первых переправил орудие через реку и со своим расчётом прямой наводкой разбил несколько пулемётных точек противника. 28 марта в боях за город Комьятице (Словакия), командуя бойцами, подавил миномётную батарею и истребил до взвода солдат противника. За эти бои был представлен к награждению орденом Славы 1-й степени.

### После армии
В 1946 году старшина Искра был демобилизован. Указом Президиума Верховного Совета СССР от 15 мая 1946 года гвардии сержант Искра Пётр Иванович награждён орденом Славы 1-й степени. После войны вернулся в родную станицу (с 1958 года - город Славянск-на-Кубани). Работал датчиком на кирпичном заводе, токарем на ремонтно-механическом заводе, столяром-плотником на Славянской швейной фабрике, кондуктором на железной дороге.
Спустя 20 лет после Победы ветерану был вручён последний боевой орден - Славы 1-й степени. Жил в городе Славянск-на-Кубани. Скончался 9 июня 1998 года. Похоронен на кладбище города Славянск-на-Кубани.

## Награды
- орден Отечественной войны I степени (11.03.1985)
- орденами Отечественной войны II степени]] (16.02.1945)[5]
- Орден Славы I степени (15.05.1946)[2]/
- Орден Славы II степени (20.12.1944)
- Орден Славы III степени (04.05.1944)
- Медаль «За отвагу» (16 июля 1943)
- Медаль «За трудовую доблесть»
- Медаль «В ознаменование 100-летия со дня рождения Владимира Ильича Ленина» (6 апреля 1970)
- Медаль «За победу над Германией в Великой Отечественной войне 1941—1945 гг.» (9 мая 1945[6])
- Юбилейная медаль «Двадцать лет Победы в Великой Отечественной войне 1941—1945 гг.» (7 мая 1965[7])
- Юбилейная медаль «Тридцать лет Победы в Великой Отечественной войне 1941—1945 гг.»[8]
- Медаль «Сорок лет Победы в Великой Отечественной войне 1941-1945 гг.»[9]
- Юбилейная медаль «50 лет Победы в Великой Отечественной войне 1941—1945 гг.»[10]
- Медаль «Ветеран Вооружённых Сил СССР»
- Медаль «30 лет Советской Армии и Флота».[11]
- Юбилейная медаль «40 лет Вооружённых Сил СССР»[12]
- Юбилейная медаль «50 лет Вооружённых Сил СССР» (26 декабря 1967[13])
- Юбилейная медаль «60 лет Вооружённых Сил СССР» (28 января 1978[14])
- Юбилейная медаль «70 лет Вооружённых Сил СССР» (28 января 1988[15])
- Знак «Гвардия»
- Знак МО СССР «25 лет Победы в Великой Отечественной войне» (24 апреля 1970[1])

## Память
- В Краснодаре установлена мемориальная доска с именами полных кавалеров ордена Славы.
- На могиле установлен надгробный памятник.